# 同仁堂科技
39°48′11″N 116°31′03″E / 39.803095°N 116.5173912°E
北京同仁堂科技發展股份有限公司（港交所：01666）是同仁堂旗下公司，成立於2000年，是一家中國的製藥公司。同仁堂科技的主要產品包括六味地黄丸、感冒清熱顆粒及牛黄解毒片。
同仁堂科技於2000年10月於香港交易所創業板上市，當時之上市編號為8069，集資2.41億港元。其中和記黃埔亦認購了600萬股，並與同仁堂科技成立合營公司同仁堂和記藥業。
2010年7月9日，同仁堂科技轉往主板上市。
持有北京同仁堂國藥有限公司47.59%股權。
2013年9月1日，同仁堂科技以每股H股23元配售最多5,239.2萬股予不多於10名獨立投資者，集資逾12億元。
該集團發行的新股佔擴大後全部股本約8.18%，而配售價較]8月30日收報25.75元折讓約10.6%，集資所得用作補充營運資金。母公司股權將攤薄至47.59%，而公眾持股量升至49.09%。
2019年8月27日，同仁堂科技公布，所屬製藥廠生產車間及生產線經過現場檢查、技術審核，符合《藥品生產質量管理規範》要求，收到北京市藥品監督管理局頒發的《藥品GMP證書》。

## 外部連結
- 北京同仁堂科技發展股份有限公司網站 （页面存档备份，存于）